# Lijst van voetbalinterlands Honduras - Venezuela
Deze lijst van voetbalinterlands is een overzicht van alle officiële voetbalwedstrijden tussen de nationale teams van Honduras en Venezuela. De landen speelden tot op heden veertien keer tegen elkaar. De eerste ontmoeting, een vriendschappelijke wedstrijd, werd gespeeld in Tegucigalpa op 22 januari 1984. Het laatste duel, eveneens een vriendschappelijke wedstrijd, vond plaats op 15 juni 2023 in Washington D.C. (Verenigde Staten).

## Wedstrijden
| №  | Plaats          | Datum            | Competitie        | Wedstrijd            | Uitslag |
| -- | --------------- | ---------------- | ----------------- | -------------------- | ------- |
| 1  | Tegucigalpa     | 22 januari 1984  | Vriendschappelijk | Honduras − Venezuela | 2 − 0   |
| 2  | San Pedro Sula  | 22 juni 1996     | Vriendschappelijk | Honduras – Venezuela | 1 – 0   |
| 3  | Miami           | 7 juni 2003      | Vriendschappelijk | Venezuela – Honduras | 2 – 1   |
| 4  | Maracaibo       | 10 maart 2004    | Vriendschappelijk | Venezuela – Honduras | 2 – 1   |
| 5  | Maracay         | 16 augustus 2006 | Vriendschappelijk | Venezuela – Honduras | 0 – 0   |
| 6  | Mérida          | 25 mei 2007      | Vriendschappelijk | Venezuela – Honduras | 2 – 1   |
| 7  | Fort Lauderdale | 30 mei 2008      | Vriendschappelijk | Venezuela – Honduras | 1 – 1   |
| 8  | San Pedro Sula  | 21 april 2010    | Vriendschappelijk | Honduras – Venezuela | 0 – 1   |
| 9  | Fort Lauderdale | 10 augustus 2011 | Vriendschappelijk | Honduras – Venezuela | 2 – 0   |
| 10 | San Pedro Sula  | 5 maart 2014     | Vriendschappelijk | Honduras − Venezuela | 2 − 1   |
| 11 | San Pedro Sula  | 4 februari 2015  | Vriendschappelijk | Honduras − Venezuela | 2 − 3   |
| 12 | Barinas         | 11 februari 2015 | Vriendschappelijk | Venezuela − Honduras | 2 − 1   |
| 13 | Ciudad Guayana  | 4 september 2015 | Vriendschappelijk | Venezuela − Honduras | 0 − 3   |
| 14 | Washington D.C. | 15 juni 2023     | Vriendschappelijk | Honduras − Venezuela | 0 − 1   |

## Samenvatting
| Competitie        | Totaal gespeeld | Winst Honduras | Gelijk | Winst Venezuela | Doelsaldo Honduras – Venezuela |
| ----------------- | --------------- | -------------- | ------ | --------------- | ------------------------------ |
| Vriendschappelijk | 14              | 5              | 2      | 7               | 17 − 15                        |
| Totaal            | 14              | 5              | 2      | 7               | 17 − 15                        |

## Details

### Tweede ontmoeting
| Vriendschappelijk (San Pedro Sula, Honduras, 22 juni 1996): |              | |
| Honduras | 1 – 0        | Venezuela |
| Javier Martínez 90' | goals        | |
| Ernesto Rosa Guedes | bondscoach   | Rafael Santana |
| Milton Flores José Luis Pineda Juan Castro Erick Fu Mario Beata Nigel Zúñiga Richardson Smith Christian Santamaría ??' Amado Guevara Róbel Bernárdez 46' Carlos Pavón ??' | opstellingen | 83' Félix Colindano 73' José Vallenia Carlos García Edson Tortolero David McIntosh Sergio Hernández 73' Jesús Valiente 81' Stalin Rivas Luis Vera 46' Gabriel Miranda Félix Hernández |
| Víctor Zúñiga ??' Javier Martínez ??' Enrique Reneau 46' | wissels      | 46' Alexis Chirinos 73' Luis Manuel Filosa 73' Leonardo González 81' Gabriel Urdaneta 83' Dany Vigas                                                                                  |
| Mario Beata ??' Carlos Pavón ??' | gele kaarten | ??' Sergio Hernández |
| | rode kaarten | 81' Félix Colindano |
| - Debuut van middenvelder Luis Enrique Vera voor Venezuela. |              | |

### Derde ontmoeting
| Vriendschappelijk (Miami, Verenigde Staten, 7 juni 2003): |              | |
| Venezuela | 2 – 1        | Honduras |
| Gabriel Urdaneta 14' Juan Arango 36' | goals        | 45' Wilmer Velázquez |
| Richard Páez | bondscoach   | Ramón Maradiaga |
| Gilberto Angelucci Luis Vallenilla José Manuel Rey Wilfredo Alvarado 62' Jorge Alberto Rojas Leopold Jiménez Luis Vera 46' Ricardo Páez 41' Gabriel Urdaneta 70' Juan Arango 86' Daniel Noriega | opstellingen | Héctor Medina 60' Samuel Caballero 65' Edgard Álvarez 89' Arnold Cruz Mario Beata 68' Rony Morales Danilo Turcios 77' Jorge Luis Pineda Walter Hernández Wilmer Velásquez 61' Christian Santamaría |
| Cristian Cásseres 41' Ruberth Morán 46' Alejandro Cichero 62' Javier Villafraz 70' Giovanny Pérez 86'                                                                                           | wissels      | 60' Milton Palacios 61' Emil Martínez 65' Julio César Suazo 65' Javier Martínez 68' Jairo Martínez 89' Carlos Oliva                                                                                |
| Leopoldo Jiménez 41' José Vallenilla 69' | gele kaarten | 80' Mario Baeta 87' Arnold Cruz |

### Vijfde ontmoeting
| Vriendschappelijk (Maracay, Venezuela, 16 augustus 2006): |       |          |
| Venezuela                                                 | 0 – 0 | Honduras |
|                                                           | goals |          |

### Zesde ontmoeting
| Vriendschappelijk (Mérida, Venezuela, 25 mei 2007): |       |                  |
| Venezuela                                           | 2 – 1 | Honduras         |
| Leonel Vielma 18' Daniel Arismendi 38'              | goals | 44' Carlos Pavón |

### Zevende ontmoeting
| Vriendschappelijk (Fort Lauderdale, Verenigde Staten, 30 mei 2008): |       |                   |
| Venezuela                                                           | 1 – 1 | Honduras          |
| Giancarlo Maldonado 77' (pen.)                                      | goals | 2' Sergio Mendoza |

### Achtste ontmoeting
| Vriendschappelijk (San Pedro Sula, Honduras, 21 april 2010): |       |                      |
| Honduras                                                     | 0 – 1 | Venezuela            |
|                                                              | goals | 51' Francisco Flores |

### Negende ontmoeting
| Vriendschappelijk (Fort Lauderdale, Verenigde Staten, 10 augustus 2011): |              | |
| Honduras | 2 – 0        | Venezuela |
| Carlos Costly 58' Carlos Costly 69' | goals        | |
| Luis Fernando Suárez | bondscoach   | César Farias |
| Noel Valladares Víctor Bernárdez Johnny Leverón Maynor Figueroa Mauricio Sabillón 46' Hendry Thomas 83' Óscar Boniek García 87' Roger Espinoza 83' Mario Martínez 63' Jerry Bengtson Carlos Costly 71' | opstellingen | Rafael Romo Alexander González Andrés Sánchez William Díaz 80' José Granados 87' Juan Guerra Ágnel Flores 65' Ángel Chourio 72' Yonathan Del Valle 79' Giancarlo Maldonado Fernando Aristeguieta |
| Brayan Beckeles 46' Marvin Chávez 63' Anthony Lozano 71' Alfredo Mejía 83' Eder Delgado 83' Víctor Portillo 87'                                                                                        | wissels      | 65' Arquimedes Figuera 72' Jesús Lugo 79' Josef Martínez 80' Rohel Briceño 87' Víctor García |
| Mauricio Sabillón 16' Mario Martínez 53' | gele kaarten | 27' Ángel Chourio 75' Alexander González 89' Andrés Sánchez |

### Tiende ontmoeting
| Vriendschappelijk (San Pedro Sula, Honduras, 5 maart 2014): |              | |
| Honduras | 2 – 1        | Venezuela |
| Jerry Bengtson 7' Jerry Palacios 60' | goals        | 21' Rómulo Otero |
| Luis Fernando Suárez | bondscoach   | Manuel Plasencia |
| Noel Valladares Arnold Peralta Emilio Izaguirre Maynor Figueroa Victor Bernárdez Walter Willians 46' Andy Najar 81' Óscar García 46' Jorge Claros 46' Jerry Palacios 63' Jerry Bengtson 46' | opstellingen | Leo Morales Oswaldo Vizcarrondo Roberto Rosales Grenddy Perozo Alexander González 77' Luis Seijas 72' Rómulo Otero 67' Yohandry Orozco 85' Edgar Jiménez Agnel Flores 67' Fernando Aristeguieta |
| Rony Martínez 46' Edder Delgado 46' Bryan Acosta 46' Romell Quioto 46' Diego Reyes 63' Luis Garrido 81'                                                                                     | wissels      | 67' Gelmin Rivas 67' Dany Cure 72' Alejandro Guerra 77' Pedro Ramírez 85' Arquímedes Figuera |
| Jerry Palacios 51' | gele kaarten | |

### Elfde ontmoeting
| Vriendschappelijk (San Pedro Sula, Honduras, 4 februari 2015): |              | |
| Honduras | 2 – 3        | Venezuela |
| Anthony Lozano 80' Juan Montes 90' | goals        | 21' Richard Blanco 50' Arquímedes Figuera 76' Edder Farías |
| Jorge Luis Pinto | bondscoach   | Noel Sanvicente |
| Donis Escober David Velásquez Arnold Peralta 61' Carlos Palacios Juan Montes Mario Martínez Luis Garrido 66' Óscar Boniek García 73' Bayron Méndez 46' Anthony Lozano Román Castillo 61' | opstellingen | Alain Baroja 66' Luis Lugo Andrés Sánchez Juan Fuenmayor Gabriel Cichero Francisco Carabalí Franklin Lucena 66' Argenis Gómez Arquímedes Figuera 90' Rómulo Otero 89' Richard Blanco |
| Jorge Claros 46' Wilmer Crisanto 61' Ángel Tejeda 61' Bryan Acosta 66' Romell Quioto 73'                                                                                                 | wissels      | 66' Rafael Acosta 66' Edder Farías 89' Luis Vargas 90' Manuel Arteaga |
| David Velásquez 24' Arnold Peralta 31' Carlos Palacios 73' | gele kaarten | 30' Juan Fuenmayor 31' Argenis Gómez |
| - Debuut van doelman Alain Baroja voor Venezuela. |              | |

### Twaalfde ontmoeting
| Vriendschappelijk (Barinas, Venezuela, 11 februari 2015): |       |                    |
| Venezuela                                                 | 2 – 1 | Honduras           |
| Franklin Lucena 17' John Murillo 57'                      | goals | 14' Anthony Lozano |

### Dertiende ontmoeting
| Vriendschappelijk (Ciudad Guayana, Venezuela, 4 september 2015): |              | |
| Venezuela | 0 – 3        | Honduras |
| | goals        | 55' Erick Andino 73' Román Castillo 85' (pen.) Román Castillo |
| Noel Sanvicente | bondscoach   | Jorge Luis Pinto |
| Alain Baroja Andrés Túñez Gabriel Cichero Oswaldo Vizcarrondo Roberto Rosales Ronald Vargas 61' Luis Seijas 68' Tomás Rincón 78' Alejandro Guerra 46' José Salomón Rondón Josef Martínez 69' | opstellingen | Luis López David Velásquez Brayan Beckeles 90' Emilio Izaguirre Maynor Figueroa 78' Alfredo Mejía Bryan Acosta 80' Óscar Boniek García 65' Jonathan Mejía 71' Jerry Bengtson 87' Erick Andino |
| Juan Arango 46' Mário Rondon 61' César González 68' Miku 69' Franco Signorelli 78' | wissels      | 65' Carlos Discua 71' Román Castillo 78' Luis Garrido 80' Gabriel Hernández 87' Bayron Méndez 90' César Oseguera                                                                              |
| Miku 76' José Salomón Rondón 87' | gele kaarten | 38' Bryan Acosta 44' David Velásquez |
| - José Salomón Rondón mist in de 45ste minuut namens Venezuela een strafschop. |              | |

Hondurese voetbalbond · A-internationals · Selecties · Bondscoaches · Hondurees vrouwenelftal · Olympisch elftal · Honduras U21 · Honduras U19 · Honduras U17
1920 – 1959 ·
1960 – 1969 ·
1970 – 1979 ·
1980 – 1989 ·
1990 – 1999 ·
2000 – 2009 ·
2010 – 2019 ·
2020 − 2029
CGC 2021
CA 2001
WK 1982 · 
WK 2010 · 
WK 2014
OS 2000 · 
OS 2008 · 
OS 2012 ·
OS 2016 ·
OS 2020
1921 · 
1922–1929 · 
1930 · 
1931–1934 · 
1935 · 
1936–1945 · 
1946 · 
1947–1949 · 
1950 · 
1951–1952 · 
1953 · 
1954 · 
1955 · 
1956 · 
1957 · 
1958–1959 · 
1960 · 
1961 · 
1962 · 
1963 · 
1964 · 
1965 · 
1966 · 
1967 · 
1968 · 
1969 · 
1970 · 
1971 · 
1972 · 
1973 · 
1974 · 
1975 · 
1976 · 
1977 · 
1978 · 
1979 · 
1980 · 
1981 · 
1982 · 
1983 · 
1984 · 
1985 · 
1986 · 
1987 · 
1988 · 
1989–1990 · 
1991 · 
1992 · 
1993 · 
1994 · 
1995 · 
1996 · 
1997 · 
1998 · 
1999 · 
2000 · 
2001 · 
2002 · 
2003 · 
2004 · 
2005 · 
2006 · 
2007 · 
2008 · 
2009 · 
2010 · 
2011 · 
2012 · 
2013 · 
2014 · 
2015 · 
2016 ·
2017 ·
2018 ·
2019 ·
2020 ·
2021 ·
2022 ·
2023 ·
2024
Argentinië ·
Australië ·
Azerbeidzjan ·
Belize ·
Bermuda ·
Bolivia ·
Brazilië ·
Canada ·
Chili ·
China ·
Colombia ·
Costa Rica ·
Cuba ·
Curaçao ·
Denemarken ·
Ecuador ·
El Salvador ·
Engeland ·
Finland ·
Frankrijk ·
Grenada ·
Griekenland ·
Guatemala ·
Haïti ·
IJsland ·
Israël ·
Jamaica ·
Japan ·
Joegoslavië ·
Letland · 
Mexico ·
Nederlandse Antillen ·
Nicaragua ·
Nieuw-Zeeland ·
Noord-Ierland · 
Noorwegen ·
Panama ·
Paraguay ·
Peru ·
Puerto Rico ·
Qatar ·
Roemenië ·
Saint Vincent en de Grenadines ·
Saoedi-Arabië ·
Servië ·
Slovenië ·
Spanje ·
Suriname ·
Trinidad en Tobago ·
Turkije ·
Uruguay ·
Venezuela ·
Verenigde Arabische Emiraten ·
Verenigde Staten ·
Wit-Rusland ·
Zambia ·
Zuid-Afrika ·
Zuid-Korea ·
Zwitserland
Chili (2010) ·
Ecuador (2014) ·
Frankrijk (2014) ·
Spanje (2010) ·
Zwitserland (2010) · 
Zwitserland (2014)
FVF · A-internationals · Selecties · Bondscoaches · Statistieken · Venezolaans vrouwenelftal · Olympisch elftal · Venezuela U21 · Venezuela U20 · Venezuela U19 · Venezuela U18 · Venezuela U17
1938 – 1949 ·
1950 – 1959 ·
1960 – 1969 ·
1970 – 1979 ·
1980 – 1989 ·
1990 – 1999 ·
2000 – 2009 ·
2010 – 2019 ·
2020 – 2029
1938 · 
1939–1945 · 
1946 · 
1947 · 
1948 · 
1949 · 1950 · 
1951 · 
1952 · 1953 · 1954 · 
1955 · 
1956 · 
1957–1964 · 
1965 · 
1966 · 
1967 · 
1968 · 
1969 · 
1970 · 
1971 · 
1972 · 
1973 · 
1974 · 
1975 · 
1976 · 
1977 · 
1978 · 
1979 · 
1980 · 
1981 · 
1982 · 
1983 · 
1984 · 
1985 · 
1986 · 
1987 · 
1988 · 
1989 · 
1990 · 
1991 · 
1992 · 
1993 · 
1994 · 
1995 · 
1996 · 
1997 · 
1998 · 
1999 · 
2000 · 
2001 · 
2002 · 
2003 · 
2004 · 
2005 · 
2006 · 
2007 · 
2008 · 
2009 · 
2010 · 
2011 · 
2012 · 
2013 · 
2014 · 
2015 · 
2016 · 
2017 ·
2018 ·
2019 ·
2020 ·
2021 ·
2022 ·
2023 ·
2024
Angola ·
Argentinië ·
Aruba ·
Australië ·
Bahama's ·
Bermuda ·
Bolivia ·
Brazilië ·
Canada ·
Chili ·
China ·
Colombia ·
Costa Rica ·
Cuba ·
Dominicaanse Republiek ·
Ecuador ·
El Salvador ·
Estland ·
Guatemala ·
Guinee ·
Haïti ·
Honduras ·
IJsland ·
Iran ·
Italië ·
Jamaica ·
Japan ·
Joegoslavië ·
Malta ·
Mexico ·
Moldavië ·
Nederlandse Antillen ·
Nicaragua ·
Nieuw-Zeeland ·
Nigeria ·
Noord-Korea ·
Oezbekistan ·
Oostenrijk ·
Panama ·
Paraguay ·
Peru ·
Puerto Rico ·
Saoedi-Arabië · 
Spanje ·
Syrië ·
Trinidad en Tobago ·
Uruguay ·
Verenigde Arabische Emiraten ·
Verenigde Staten ·
Zuid-Korea ·
Zweden ·
Zwitserland